# Pierre Mony
Pour les articles homonymes, voir Mony.
Pierre Mony, né à Paris 2e le 23 mars 1896, et, mort le 1er janvier 1980 à Boulogne-Billancourt, est un footballeur international français.
Frère aîné d'Alexis Mony, ancien footballeur international français.

## Biographie
Son poste de prédilection est défenseur. Il compte cinq sélections en équipe de France de football, 
- Italie-France au stade Vélodrome Sempione à Milan en 1920,
- Espagne-France à Saint-Sébastien au stade Atocha en 1923,
- Belgique-France à Bruxelles au Parc Duden en 1923,
- Pays-Bas-France à Amsterdam au Sportpark en 1923,
- France-Angleterre au stade Pershing à Paris en 1923

### Clubs successifs
- US Boulogne
- CASG
- Red Star

### Carrière
Vivement remis en cause pour son comportement en Italie à l'occasion de son premier match international, Pierre sut faire front et réagir, contrairement à son frère. On le retrouva à son poste d'arrière latéral en 1923, pour quatre nouvelles sélections qui se soldèrent par autant de déroutes.